# Enrique Badía Romero

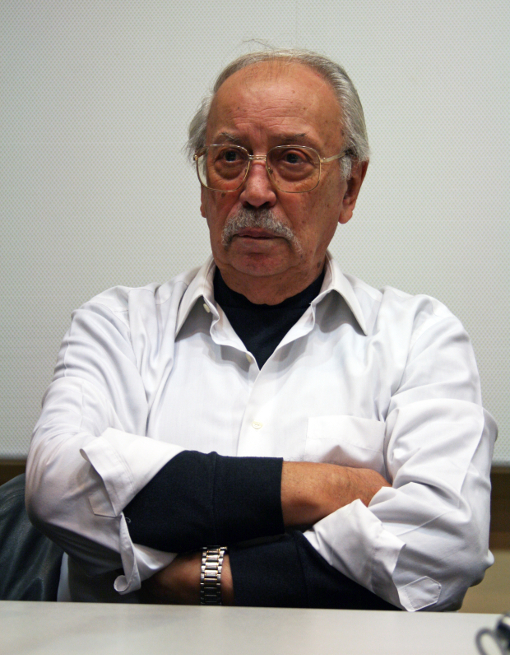
Enrique Badía Romero

Enrique Badía Romero (* 24. April 1930 in Barcelona; † 15. Februar 2024) war ein spanischer Comiczeichner.
Romero übernahm 1970 den Kriminalcomic Modesty Blaise nach dem Tod des Zeichners Jim Holdaway. Ab 1978 kümmerte er sich gänzlich um den Zeitungscomic der von ihm erfundenen Endzeitheldin Axa, der bis 1986 lief. Ab da übernahm er wieder die Zeichnungen für Modesty Blaise bis zur Einstellung 2000.
In den letzten Jahrzehnten zeichnete Enrique Badía Romero – oft unter dem Namen Enric Romero – für die Comic-Reihe Durham Red und für Comic-Magazine wie 2000 AD und das Judge Dredd Magazine.
Er starb im Alter von 93 Jahren.